# Gundoin
Gundoin (? - m. 656) fue un noble franco, primer titular del Ducado de Alsacia, entidad conformada a mediados del siglo VII en el sureste del reino de Austrasia.
Desde finales del siglo VII, el valle alto del Rin fue el escenario de disputas entre los reyes de Austrasia con los reyes de Borgoña, en un área de rivalidad entre francos y los pueblos alamanes asentados en Suabia. En 596, Childeberto II legó Alsacia a su hijo Teodorico II, donde creció y fue educado. Su decisión de asociarse a los intereses borgoñeses fue contestada por su hermano Teodeberto II en 610, quien restituyó la obediencia a Austrasia para perderla nuevamente a favor de Borgoña tan solo dos años después. En 623, cuando Clotario II designó a Dagoberto su sucesor en el trono de Austrasia, excluyó a Alsacia y los Vosgos, así como a los territorios de las Ardenas, pero la presión de la nobleza le forzó a cambiar su decisión. En este contexto, Dagoberto I de Austrasia constituyó el ducado de Alsacia hacia el año 640 en un territorio que se extendía por ambas vertientes de la cordillera de los Vosgos, en el curso alto del Rin y hacia el suroeste, por el paso conocido como la Puerta de Borgoña y el sureste, en el Jura. Dagoberto confió el ducado a Gundoin, un noble afincado en la región del Mease y que el manuscrito merovingio Vita Sadalbergae describe como un “hombre ilustre (vir inluster), opulento en salud y fama, en consonancia con las más altas dignidades seculares y hábil en los asuntos de la corte.” 
Gundoin favoreció la misión de Waldeberto de Luxeuil, concediendo privilegios a la abadía de Luxeuil para su expansión hacia el valle de Grandval (Grandisvallis), y la recuperación de la antigua calzada de comunicación entre Basilea y Biel, en un intento de extender su autoridad hacia la región de Aar y el lago de Thun, en el centro de Suiza.
Gundoin fue el padre de san Bodo, obispo de Toul, y santa Salaberga, que ciega de nacimiento fue curada milagrosamente por san Eustasio según la tradición. 